# Radíkov
Radíkov település Csehországban, Přerovi járásban. Radíkov Potštát, Olšovec, Hranice és Hrabůvka településekkel határos. Lakosainak száma 157 fő (2024. január 1.).

## Népesség
A település lakosságának változását az alábbi diagram mutatja:
| Lakosok száma | 256  | 279  | 248  | 175  | 151  | 142  | 151  | 161  | 153  | 157  |
|               | 1869 | 1890 | 1921 | 1950 | 1980 | 2001 | 2017 | 2019 | 2022 | 2024 |